# Aderus fasciolatus
Aderus fasciolatus es una especie de coleóptero de la familia Aderidae. Fue descrita científicamente por Sylvain Auguste de Marseul en 1882.

## Distribución geográfica
Habita en Yakarta (isla de Java, Indonesia).